# Krasíkovice
Obec Krasíkovice (německy Krasikowitz) se nachází v okrese Pelhřimov v Kraji Vysočina. Žije zde 138 obyvatel.
Východně od obce protéká říčka Bělá, která je pravostranným přítokem Hejlovky tekoucí severně od Krasíkovic. Soutok obou říček se nachází zhruba jeden kilometr na severoseverovýchod od obce.
Krasíkovice jsou obklopeny územím města Pelhřimov (částmi Hodějovice, Radětín, Služátky a Pobistrýce), pouze v severní části se na čtyřmezí s pelhřimovskými katastry Pobistrýce a Hodějovice v jednom bodě stýkají s částí Těchoraz města Červená Řečice.

## Historie
První písemná zmínka o obci pochází z roku 1379. Od 1. ledna 1980 do 31. prosince 1991 byla obec součástí města Pelhřimov.

## Pamětihodnosti
- Kaple na návsi
- Boží muka u kovárny
- Boží muka směrem na Hodějovice
- Pamětní kámen Pechův, směrem na Radětín